# Симфония в белом № 3
«Симфония в белом № 3» (англ. Symphony in White, No. 3) — картина американского художника Джеймса Уистлера, написанная в 1865—1867 годах. На картине изображены две девушки, одетые в белое, одна из которых полулежит на диване, а другая сидит на полу. Модель на диване — Джоанна Хиффернан, любовница художника. Назвав картину «Симфония в белом № 3», Уистлер хотел подчеркнуть свою художественную философию, вдохновлённую поэтом Шарлем Бодлером. Наличие веера на полу свидетельствует о влиянии японизма, популярного в то время. На Уистлера также сильно повлиял его коллега и друг Альберт Джозеф Мур, и их работы показывают значительное сходство.
Уистлер начал писать картину в 1865 году, и закончил в 1867 году, когда она была выставлена в Королевской академии. Коллеги были впечатлены картиной, но не все критики полностью понимали связь между картиной и её названием. В одной из критических статей, в частности, ставится под сомнение наличие только белого цвета на картине, что побудило Уистлера ответить язвительным и саркастическим письмом.

## История
Уистлер начал писать Симфонию в белом № 3, предположительно, в июле 1865 года. Это была последняя из его картин, для которых Хиффернан служила моделью. В качестве второй модели картины позировала Милли Джонс, жена актёра, его друга. К середине августа был готов полный эскиз Но полностью картину закончить не удавалось, Уистлер продолжал переделывать её, и только в 1867 году он посчитал полотно законченным. Он закрасил последнюю «5» в дате и заменил ее на «7», чтобы отметить изменения, которые претерпела работа. В марте 1867 года Уильям Россетти написал о том, что видел картину в студии Уистлера, и упомянул, что раньше она называлась «Две девушки в белом». Позже картина была выставлена в Королевской академии художеств.

## Критика
Коллеги восхищались работой Уистлера, в том числе Анри Фантен-Латур, Альфред Стивенс, Джеймс Тиссо и Эдгар Дега. Для Дега картина послужила вдохновением для портрета Эжени Фиокр в балете La Source. Некоторые критики, однако, были смущены названием. Филипп Хамертон в статье для «Saturday Review» 1 июня 1867 года заметил: 
В «Симфонии в белом № 3» у мистера Уистлера есть много изысканных оттенков, но это не совсем симфония белого цвета. У одной дамы желтоватое платье, коричневые волосы и немного синей ленты, у другой красный веер, есть цветы и зелёные листья. На белом диване сидит девушка в белом, но даже у этой девушки рыжие волосы; и, конечно же, есть телесный цвет лица.
 Уистлер всегда был воинственно настроенным по отношению к своим критикам. В письме в редакцию, которое не было опубликовано газетой, но которое он позднее включил в свою книгу «Изящное искусство создавать себе врагов», он писал: 
Как приятно, что такая мудрая болтовня неизбежно находит своё место в печати! … Боже мой! что этот мудрый человек ожидал [увидеть], белые волосы и мелованные лица? И верит ли он тогда, в своем поразительном выводе, что «симфония фа» не содержит никакой другой ноты, но должна быть постоянным повторением «фа, фа, фа»? … Дурак!
 Первым покупателем картины стал богатый коллекционер произведений искусства Луи Хут, который позже заказал Уистлеру портрет своей жены. Картина хранится в Институте изящных искусств Барбера в Бирмингеме.

## Композиция и интерпретация
На «Симфонии в белом № 3» изображена Джоанна Хиффернан, полулежащая на диване, положив голову на руку, а Джонс сидит на полу, прислонившись к дивану. На полу веер, а справа растение с белыми цветами. В то время на Уистлера большое влияние оказал его друг и коллега Альберт Джозеф Мур. Картина отдаленно похожа на произведение Мура «Музыкант», хотя в то время они работали так тесно, что трудно точно определить, кто на кого повлиял.

Художник Уолтер Сикерт, студент Уистлера, позже описал картину в нелестных выражениях. В декабре 1908 года, через пять лет после смерти Уистлера, он написал в «Fortnightly Review»: 
В «Симфонии в белом № 3» мы получаем «кульбит». Плохая картина, lâchons le mot, плохо составленная, плохо нарисованная, плохо раскрашенная, низкая планка качества старого стиля, перед рождением нового. Складки тканей написаны полосами краски в направлении самих складок с жёсткими краями. Только художники могут понять всю глубину технической бесчестности, описанной в последнем предложении. Это означает, что драпировка не написана, а подразумеваема.
 Однако для самого Уистлера картина была не старомодной, а скорее выражением чего-то нового и новаторского. Назвав её «Симфония в белом № 3», он подчеркнул акцент на композиции, а не на предмете. Использование музыкального названия было также выражением теории соответствующих искусств, которая была разработана французским поэтом Шарлем Бодлером. С течением времени эти тенденции становились все более и более доминирующими в искусстве Уистлера. Его две более ранние картины «Симфония в белом № 1» и «Симфония в белом № 2» первоначально назывались «Девушка в белом» и «Молодая девушка в белом» соответственно, но затем были переименованы художником. Первоначально Уистлер намеревался назвать эту работу «Две девушки в белом», но развитие его художественной философии заставило его передумать, и со времени своей первой выставки картина называлась музыкальным названием.

## Модель
В 1860 году в Лондоне, в котором Уистлер проводил всё больше времени, он познакомился с Джоанной Хиффернан, — натурщицей, которая позже стала его любовницей. Их отношения назывались «браком без выгоды для духовенства».

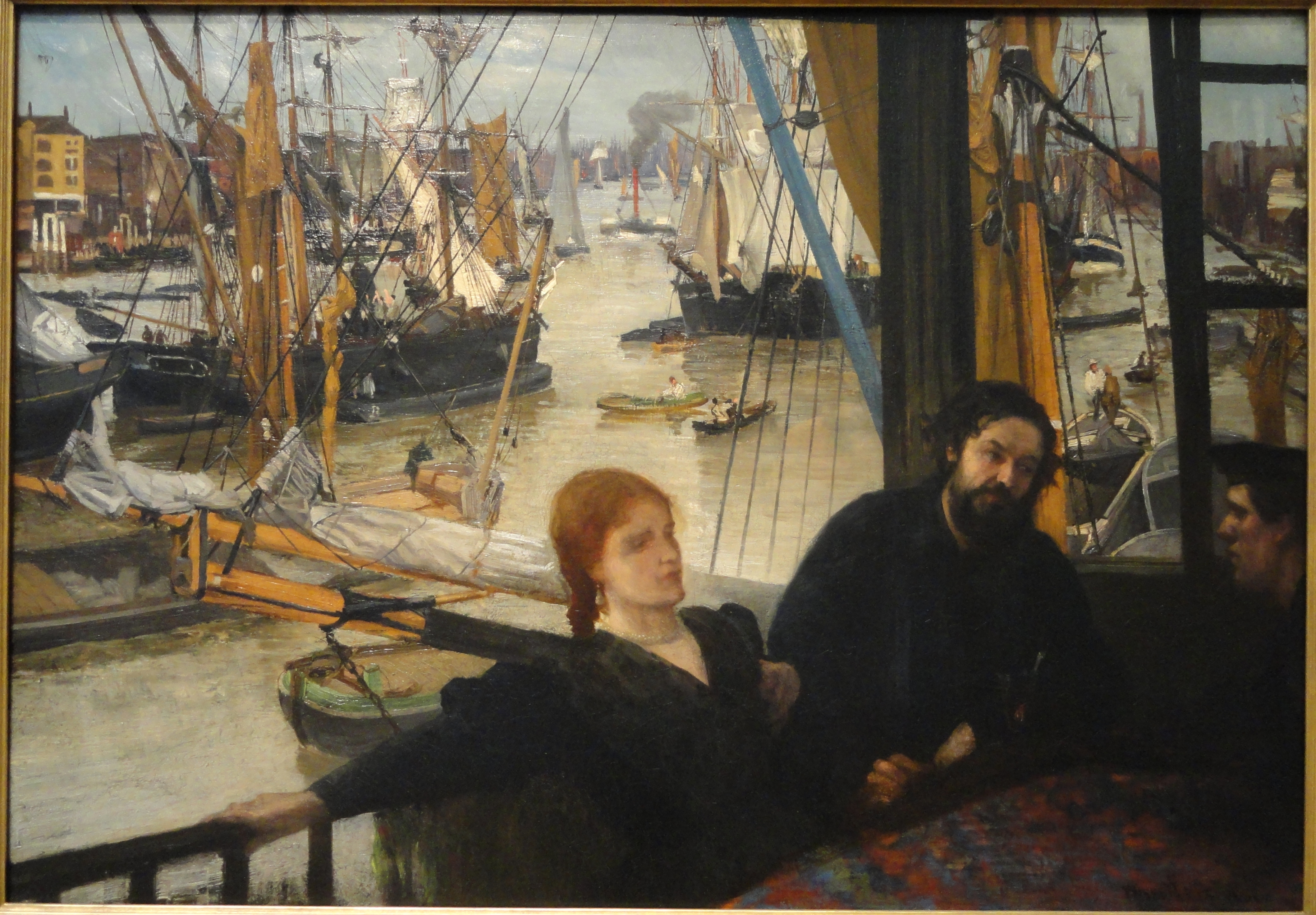
Уоппинг на Темзе. Джеймс Уистлер. Холст, масло, 1860—1864.

Хиффернан, предположительно, обладала большим влиянием на Уистлера, но его семья была против их отношений. Так, когда мать художника переехала к нему, Хиффернан была вынуждена съехать из дома. А зять Уистлера, Фрэнсис Хейден, однажды из-за неё отказался от приглашения на ужин зимой 1863—1864 годов.
В 1861 году она позировала в качестве модели для картины «Уоппинг», названной по одноимённому микрорайону боро Тауэр-Хамлетс Лондона. На ней изображены женщина и двое мужчин на балконе с видом на Темзу. По словам самого Уистлера, женщина, изображаемая Джоанной, была проституткой.